# Immolation
Immolation (ˌɪməu’leɪʃ(ə)n, с англ. — «Жертвоприношение») — американская дэт-метал-группа из города Йонкерса, штат Нью-Йорк, которая была образована в 1986 году усилиями бывших музыкантов из группы Rigor Mortis гитаристами Робертом Вигна и Томасом Уилкинсоном, и бас-гитаристом Россом Доланом, на первых демозаписях группы барабанщиком был Нил Бобак, но в 1989 году его сменил Крэйг Смиловский, с которым группа и записала свой первый студийный альбом Dawn of Possession
Группа Immolation наряду с такими группами как Death, Cannibal Corpse, Morbid Angel, Nile, Obituary, Deicide, Dying Fetus, является одной из значимых дэт-метал групп США.
Обложки альбомов и тексты песен группы связаны с антирелигиозной тематикой и направлены против религии в частности против католицизма. На более поздних работах группы лирика песен имела политический аспект.

## История

### Начало — Dawn Of Possession (1986—1991)

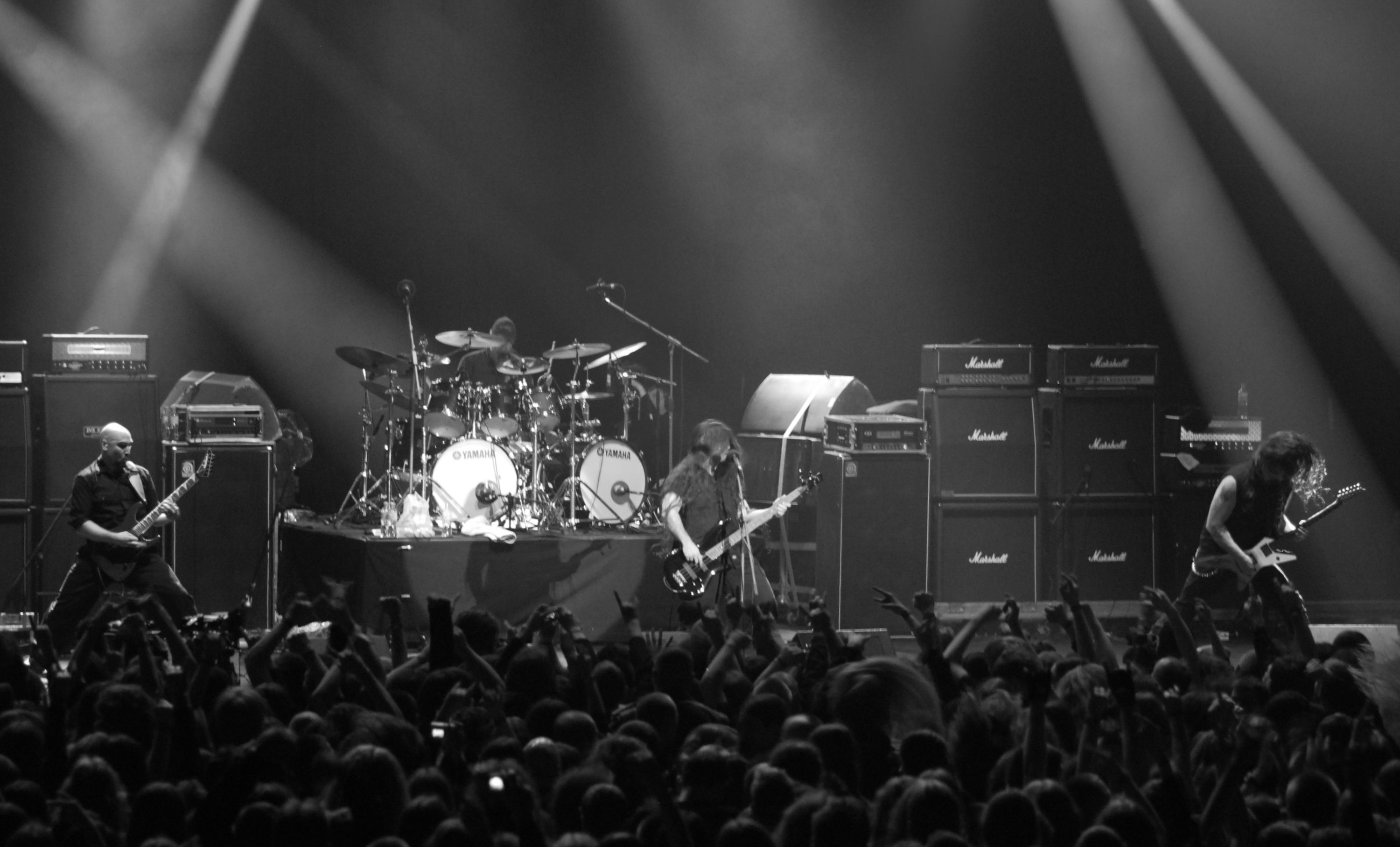
Immolation на фестивале Metalmania в 2008

Группа Immolation которая была образована в 1986 году в городе Йонкерс, штат Нью-Йорк, усилиями бывших музыкантов из группы Rigor Mortis, гитаристами Робертом Винья и Томас Уилкинсоном, и бас-гитаристом Россом Доланом, на первых демо группы ударником был Нил Бобак, но в 1989 году перед записью альбома Dawn of Possession ему на смену в группу приходит Крэйг Смиловский. Перед записью первого альбома у группы уходит два года на подготовку демозаписей, которые были выпущены в 1988 и 1989 году, первая демозапись включала две песни «Immolation» и «Dawn of Possession», обе эти песни в последующем вошли в первый альбом группы, Demo I была записана в студии Sleepy Hollow Sound/Dobbs Ferry, в Нью-Йорке, инженером записи стал Майк Пантаелео, обложка и логотип создал Нил Бобак, вторая демозапись включала три песни «Internal Decadence» «Burial Ground» «Despondent Souls», эти песни так же были полностью включены в первый альбом группы, Demo II была записана в студии The Loft/Bronxville, в Нью-Йорке, инженером записи стал Эд Мэрфи, обложку создал Люк ЛиМей, с этими демо в 1991 году группа заключает контракт с лейблом Roadrunner Records и на этом лейбле 19 июля 1991 года выходит дебютный альбом Dawn of Possession. По словам группы первоначально им пришло несколько писем от разных фирм звукозаписи, в частности им пришло письмо от Roadrunner Records и Earache Records. Первое письмо пришло от Roadrunner Records, в письме лейбл сказал, что слышал демозапись группы и хотели бы поработать с группой, но по словам Росса Долана который сказал, что группа сама всё испортила, так как решила что этот лейбл им не подходит и не приняли это всерьёз и по его же словам группа была не готова к подписанию контракта, следующим пришло письмо от Earache Records, но группа тоже отказала этой фирме звукозаписи, затем пришло второе письмо от Roadrunner Records и группа решила попробовать посотрудничать с этой фирмой звукозаписи.
Роберт Винья в одном из своих интервью сказал по поводу начала карьеры группы:
Когда мы начинали играть в 1988 году, тогда раскрутка и известность любой андерграундной группы целиком и полностью зависела от обмена пленками с записями. так называемых демо, все просто рассылали свои записи в различные клубы и редакции музыкальных журналов, именно так народ узнавал про ту или иную группу, именно так мы и подписали контракт с нашей первой фирмой звукозаписи Roadrunner Records.
Росс Долан в этом же интервью сказал о начале истории группы и её творческом пути и её первых приоритетах:
Поначалу мы даже не стремились подписывать контракты с фирмами звукозаписи, нашей основной целью было выступать в местных клубах, нам было просто по кайфу играть в живую для публики, а потом мы просто хотели записать то что сочинили. выпустить эти записи. чтобы люди нас послушали, кстати сперва мы хотели назвать группу «Rigor Mortis», но потом поменяли название так как решили играть другую музыку.
Альбом Dawn of Possession был записан в Musiclab Studios, Берлин, Германия, продюсером стал Харрис Джонс, также он занимался микшированием записи, обложку альбома создал Андреас Маршалл, логотип группы создал Марк Мастро. Позже альбом Dawn of Possession был переиздан польским лейблом Metal Mind Records.

### Here in After — Failures for Gods (1992—1999)

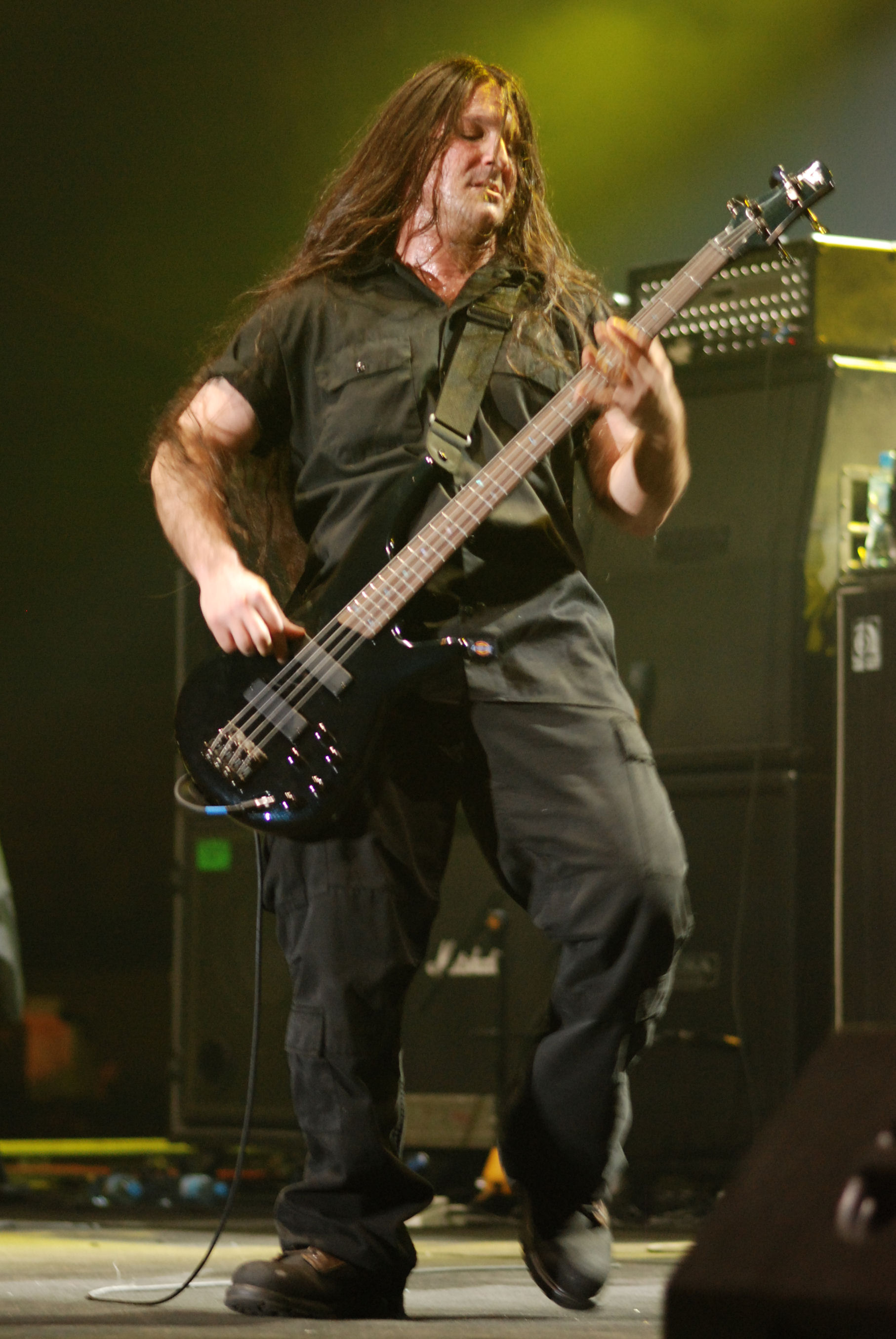
Росс Долан на фестивале Metalmania в 2008

С выпуском следующего альбома группа не торопилась, прошло три года, когда лейбл Roadrunner Records, отчаявшись дождаться от группы каких-либо результатов, разорвал контракт с группой. После потери контракта с лейблом Roadrunner Records группа записывает демонстрационную демозапись под названием 1994 Promotional Demo, в это демо вошли три песни «Away From God» «Towards Earth» «Christ’s Cage», которые вошли во второй альбом группы, данная запись была выпущена в количестве 75 копий. После этой демозаписи группа заключила контракт с лейблом, Repulse Records, но вместо полноценной студийной работы, группа записала сборник ранних записей и нескольких концертных песен под названием Stepping on Angels... Before Dawn, в этот сборник вошли песни с демозаписей Decomposed и Warriors of Doom группы Rigor Mortis, также песни демозаписей Demo I и Demo II и песни записанные на концертах группы, концертная версия песни «Dawn of Possession» на этом сборнике состоит из 3х частей, после самой песни «Dawn of Possession» начинается кавер на песню Autopsy — «Charred Remains» с их демо 1988 года Critical Madness, потом начинается кавер на песню Sepultura — Morbid Visions. После выпуска сборника Stepping on Angels… Before Dawn история с разрывом контракта повторилась, но Immolation сумели выбраться из положения, в 1995 году они заключают контракт с Metal Blade Records и группа приступила к работе в студии. Запись альбома проходила в Water Music Studios Hoboken NJ USA, продюсером стал Уйэн Дорелл микширование также проводил Уйэн Дорелл, мастеринг провёл Эдди Шрэер на студии Future Disc Systems Hollywood CA USA. И 13 февраля 1996 года был выпущен второй студийный альбом группы Here in After. Несмотря на долгий перерыв, музыка группы выдержала проверку временем, и хотя композиции стали несколько сложнее и запутаннее, но оставались достаточно тяжелыми и агрессивными. Дальнейшему продвижению команды способствовали совместные гастроли с группами Cannibal Corpse и Six Feet Under.
Комментируя долгий перерыв с выпуском альбома и возможный распад группы Роберт Винья сказал:
Покинув Roadrunner Records, мы долго не могли найти подходящий лейбл, затем поехали в турне, которое тоже проходило не очень гладко… Одним словом, много всего творилось, период был не из легких, но, повторюсь, о том, чтобы разбежаться, мы не думали.
В течение гастролей 1997 года группа начала готовить материал для следующего альбома, сессии которого состоялись в следующем году. Выход следующего альбома затянулся ещё на год из-за проблем с оформлением обложки. Третий студийный альбом Failures for Gods был выпущен 1 июня 1999 года на лейбле Metal Blade Records, запись альбома проходила в студии Millbrook Sound Studios — Millbrook, NY — в июле 1998 года. Продюсером этого альбома стал Пауль Орофино, также он занимался микшированием записи, мастерингом занимался Брэд Венс в студии Quadim Studio. Обложка и новый логотип были созданы Андреасом Маршаллом. В записи этого альбома участвовал уже новый ударник, им стал Алекс Эрнандес, который пришёл на смену Крэйгу Смиловскому.
Комментируя перерыв с выпуском третьего альбома Роберт Винья сказал:
Альбом Failures for Gods был готов ещё в 1998 году, но возникла довольно-таки непростая проблема с оформлением, обложкой и тому подобными делами. Андреас Маршалл, ответственный за эту работу, долго возился, пришлось подождать, однако, согласитесь, результат того стоил! Впрочем, это дела старые… Главное не в них.
После выпуска альбома Failures for Gods, Immolation приступает над подготовкой материала для нового альбома.

### Close to a World Below — Unholy Cult (2000—2004)
Новое тысячелетие группа отметила выпуском своего четвёртого студийного альбома который назывался Close to a World Below и вышел 7 ноября 2000 года на лейбле Metal Blade Records, запись альбома проходила в студии Millbrook Sound Studios — Millbrook, NY — в июне 2000 года. Продюсером и этого альбома стал Пауль Орофино, также он занимался микшированием записи и мастерингом.
В одном из своих интервью Роберт Вигна сказал:
Close To The World Below я бы назвал ещё одним шагом вперед, ещё одним рывком к совершенству. Мы стали ещё тяжелее, ещё мрачнее, ещё злее и агрессивнее... С другой стороны, альбом звучит более прогрессивно, нежели все предыдущие релизы, добавилась масса новых, ранее неиспользовавшихся элементов, к тому же значительно улучшилось качество реализации. Одним словом, это Immolation в своем лучшем проявлении.
В 2001 году группу покидает Томас Уилкинсон, ему на замену приходит Билл Тэйлор и с ним группа преступает к записи своего пятого студийного альбома. Свой следующий, пятый по счёту студийный альбом под названием Unholy Cult группа выпустила 28 октября 2002 года на лейбле Metal Blade Records, запись альбома проходила в студии Millbrook Sound Studios — Millbrook, NY — в июне 2000 года. Продюсером и этого альбома стал Пауль Орофино, также он занимался микшированием записи и мастерингом. Оформлением альбома занимался Андреас Маршалл.
В 2004 году, 15 сентября группа выпускает на лейбле Listenable Records свой единственный на сегодняшний день DVD концерт под названием Bringing Down the World, запись концерта проходила в Амстердаме, дополнительные материалы включают концерт в Тилбурге, который содержит две песни «Sinful Nature» и «Into Everlasting Fire», концерт в Париже и Лос-Анджелесе, интервью с Робертом Винья и Россом Доланом, видео из повседневной жизни группы и видеоклип «Of Martyrs and Men».

### Harnessing Ruin — Shadows in the Light (2005—2007)

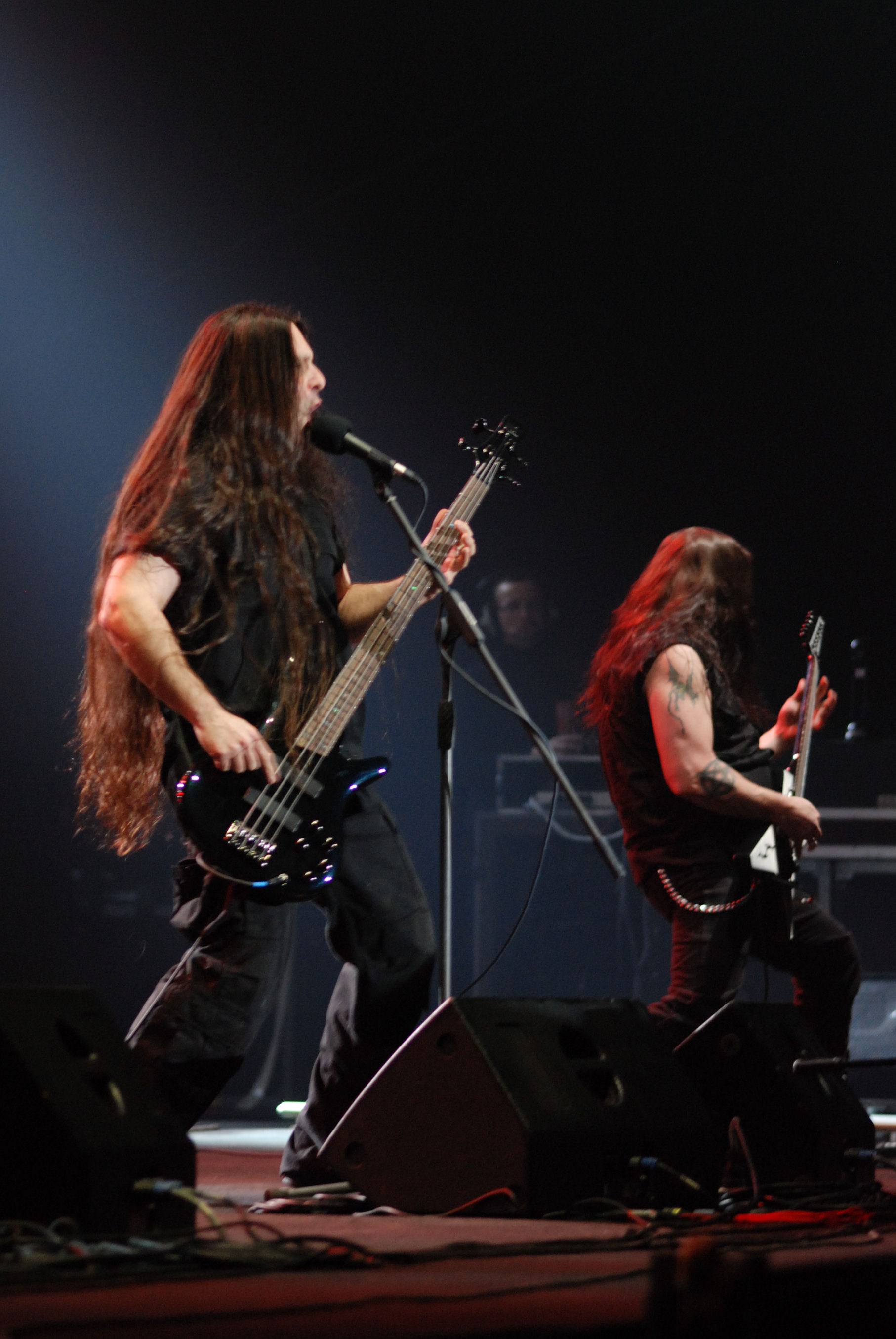
Immolation на фестивале Metalmania в 2008

К записи своего шестого студийного альбома группа подходит в обновлённом составе, в 2002 году группу покидает ударник Алекс Эрнандес, ему на смену приходит Стив Шэлати и уже с ним группа записывает альбом Harnessing Ruin, который был выпущен 5 февраля 2005 года на лейбле Listenable Records, также была выпущена Digi-Pack версия альбома, которая содержала видеоклип «Harnessing Ruin», также был выпущен лимитированный Винил-LP.
Перед выпуском своего седьмого студийного альбома группа выпускает EP под названием Hope and Horror, за 6 дней до официального выпуска своего альбома. В EP вошло три песни и бонус DVD с 10 концертными песнями, записанными 30 апреля 2006 года в Filmed on location B.B.King Blues Club & Grill. Концерт был записан компанией Evil Eye Productions. По словам группы, «это были замечательные съемки: отлично выбранные углы обзора, великолепная операторская работа… такое ощущение, будто стоишь в первых рядах.»
Выпуск седьмого студийного альбома Shadows in the Light состоялся 10 мая 2007 года на лейбле Listenable Records, также был снят клип на песню «World Agony», также в июле была выпущена виниловая версия.
Комментируя альбом Роберт Вигна сказал: Мы очень довольны новым материалом. Он являет собой набор мощных композиций. Они набросятся на вас с самого начала и оставят избитым в конце. Я думаю, что когда наши фанаты услышат эти песни, ими овладеет неистовство.
Вокалист и басист Росс Долан добавляет: Новый материал, определенно, навевает очень мрачные чувства, а также не уступает в тяжести и мощности. Это смесь двух предыдущих работ — «Unholy Cult» и «Harnessing Ruin», выполненная с диаметрально противоположным подходом.
После окончания записи Immolation отправились в Голландию, где выступили на фестивале Arnhem Metal Meeting совместно с Arch Enemy, а затем уехали в Париж на съёмки видеоклипа в поддержку альбома.

### Majesty and Decay — Providence (2010—2011)
После записи альбома Shadows in the Light, группа решает изменить лейбл и заключает контракт с Nuclear Blast Records.
Комментарии участников группы: «Мы с воодушевлением смотрим на сотрудничество с Nuclear Blast Records, с этим классическим лейблом, который стал одной из самых сильных движущих сил в метале сегодня. Мы намерены выпустить новый альбом в начале следующего года. Ожидайте один из самых мрачных и крепких альбомов из всего, что мы сделали.»
Выпуск восьмого студийного альбома Majesty and Decay состоялся 9 марта 2010 года на лейбле Nuclear Blast Records, запись альбома происходила в студии Millbrook Sound Studios в New York с продюсером Паулем Орофино. Микширование и мастеринг произвёл Зак Охрен.
Участники группы так прокомментировали это событие: «В шестой раз мы посетим Millbrook Studios, и все мы с нетерпением ждём начала работы. Новый альбом будет содержать 10 песен самого сильного материала за всю нашу историю. Новый материал более неистовый и агрессивный, с быстрыми кусками — всё это выводит нас на новый уровень скорости и мощи, дополняя тем самым мрачные и гнетущие тяжёлые моменты. В изобилии печальные и воинственные ритмы, которые должны понравиться как старым, так и новым фанатам Immolation.»
Два последних месяца мы посвятили репетициям и тонкой настройке песен, так что все десять композиций замечательны и создают приятное впечатление от прослушивания. Излишне говорить, что мы рады и полны энтузиазма в отношении нового материала и стремимся скорее продемонстрировать его фанатам.

Вслед за записью в Millbrook мы решили попробовать нечто новое касаемо процесса сведения, поэтому привлекли к нему талантливого Зака Охрена. Мы уверены, что он проведёт превосходную работу и вдохнёт свежую жизнь в звучание Immolation.
Immolation выступили в туре «Those Whom the Gods Detest Tour» вместе с группой Nile, во время этого турне, автобус Nile из за проблем с водителем остановился посреди дороги, когда все варианты решения проблемы были исчерпаны, тур-менеджер группы Nile отправился к коллегам по цеху сообщить, что Nile не смогут доехать на шоу из-за того, что водитель не в состоянии вести транспорт, но ситуация разрешилась сама собой, бас-гитарист/вокалист группы Immolation Росс Долан, предложил Nile себя в качестве водителя, так как у него есть права категории Б и это разрешает ему легально водить автобус. Росс Долан 4 часа провел за рулём, зато Nile попали на шоу без всяких проблем, турне началось в январе и закончилось в феврале 2010 года. Во время тура «Immolation North American Tour 2011», группа работает над своим вторым EP, выпуск которого состоялся 11 октября 2011 года на лейбле Scion Audio Visual, который был также доступен для бесплатного скачивания и бесплатно распространялся на CD и виниле, а также на выставке «Scion Partner» во время «Immolation North American Tour 2011» и в точках розничной торговли.

## Музыкальный стиль и лирические темы
Музыкальный стиль Immolation характеризуется использованием риффов, написанных в диссонансе между двумя гитарами, также сложной ритм секцией и замысловатой игрой ударных, ударные партии часто следуют за гитарными риффами, этот приём необычен для большинства дэт-метал групп. Immolation вместе с Нью-Йоркской дэт-метал-группой Suffocation, помогли развиться Нью-Йоркской дэт-метал сцене.
Роберт Винья, является одним из самых талантливых гитаристов в дэт-метале и известен сложными риффами и оригинальными соло.
Лирика группы — почти полностью сосредоточена на антирелигиозной тематике, особенно близка тема антихристианства.
В одном из своих интервью Роберт Винья ответил на вопрос по поводу антирелигиозной тематики текстов и их эксплуатации группой:
Мы будем писать такую лирику, пока в этом мире что-то не изменится. Проходят годы, мы кричим о проблемах, разъедающих наше общество, пытаемся открыть людям глаза и натолкнуть их на «путь истинный», заставить посмотреть на вещи под другим углом зрения, а толку не так уж много. Однако отступать мы не намерены, и придет время, когда посеянные нами семена дадут свои всходы. Вторая причина, по которой мы пишем именно такую лирику, в том, что она на 100 процентов соответствует музыке группы. Эти две стороны нашего творчества одинаково важны, потому только будучи объединёнными, они способны достичь главной цели Immolation. Мы не проклинаем людей, не призываем к насилию, ничего подобного… Мы хотим, чтобы люди сами определились, что им надо, и не надо, в этом мире, и не обманывались ложными надеждами.
На вопрос о резком отношении к христианству Роберт Винья ответил:
Христианство — самая популярная, лицемерная и порочная из всех существующих религий, это во-первых. Во-вторых, мы все воспитывались в католической школе, читали Библию, подробно разбирали все её постулаты и так далее… Это враг уже известный — знакомясь с ним, в то же время получаешь и противоядие: отрава этой религии заложена в самой её основе, и потому борьба ведется теми же методами, которые сами христиане используют для одурачивания масс. Вот когда, скажем, ко мне подходят миссионеры и предлагают посетить их церковь, начинают проповедовать и убеждать меня в ценности их веры, я не напрягаюсь, не стараюсь придумывать какие-то контраргументы, а просто отвечаю тем же самым. Каждый из христианских тезисов настолько противоречив, что его не надо даже опровергать: чуть-чуть меняешь угол зрения и всё, получаешь готовый контраргумент.
В альбоме 2005 года, Harnessing Ruin, есть другие темы лирики, затрагивающей другие предметы, такие как политика. Эта лирическая тематика далее исследуется в альбоме 2007 года, Shadows in the Light и на EP Hope and Horror, который предшествовал выпуску альбома Shadows in the Light.

## Участники группы
Схема 

### Нынешний состав
- Роберт «Bob» Винья (англ. Robert Vigna) — соло-гитара (1986 года-настоящее время), ритм-гитара (1986-1988)
- Росс Долан (англ. Ross Dolan) — вокал, бас-гитара (1988-настоящее время)
- Стив Шэлати (англ. Steve Shalaty) — ударные (2002-настоящее время)
- Алекс Букс (англ. Alex Bouks — ритм-гитара (2016-настоящее время)

### Бывшие участники
- Андрей Сакович — бас-гитара, вокал (1986—1988)
- Дэйв Уилкинсон — ударные (1986—1988; умер в 2018)
- Томас Уилкинсон — ритм-гитара (1988—2001)
- Нил Бобак — ударные (1988—1989)
- Крейг Смиловский — ударные (1989—1996)
- Алекс Эрнандес — ударные (1996—2003)
- Билл Тейлор — ритм-гитара (2001—2016)

## Дискография

### Студийные альбомы
| Год             | Студийный альбом                            | Лейбл                 |
| --------------- | ------------------------------------------- | --------------------- |
| 1991 19 июля    | Dawn of Possession 1-й студийный альбом     | Roadrunner Records    |
| 1996 13 февраля | Here in After 2-й студийный альбом          | Metal Blade Records   |
| 1999 1 июня     | Failures for Gods 3-й студийный альбом      | Metal Blade Records   |
| 2000 7 ноября   | Close to a World Below 4-й студийный альбом | Metal Blade Records   |
| 2002 28 октября | Unholy Cult 5-й студийный альбом            | Olympic Recordings    |
| 2005 5 февраля  | Harnessing Ruin 6-й студийный альбом        | Listenable Records    |
| 2007 10 мая     | Shadows in the Light 7-й студийный альбом   | Listenable Records    |
| 2010 9 марта    | Majesty and Decay 8-й студийный альбом      | Nuclear Blast Records |
| 2013 10 мая     | Kingdom of Conspiracy 9-й студийный альбом  | Nuclear Blast Records |
| 2017 24 февраля | Atonement 10-й студийный альбом             | Nuclear Blast Records |
| 2022 18 февраля | Acts of God 11-й студийный альбом           | Nuclear Blast Records |

### EP
| Год             | EP                     | Лейбл              |
| --------------- | ---------------------- | ------------------ |
| 2007 4 мая      | Hope and Horror 1-й EP | Listenable Records |
| 2011 11 октября | Providence 2-й EP      | Scion Audio Visual |

### Сборники
| Год         | Сборник                                       | Лейбл           |
| ----------- | --------------------------------------------- | --------------- |
| 1995 январь | Stepping on Angels... Before Dawn 1-й сборник | Repulse Records |

### Демо
| Год         | Демо                           | Лейбл                 |
| ----------- | ------------------------------ | --------------------- |
| 1988 5 июля | Demo I 1-е демо                | Independent           |
| 1989 4 июня | Demo II 2-е демо               | Independent           |
| 1994 январь | 1994 Promotional Demo 3-е демо | Metal-Core Management |

### DVD
| Год              | Концертный альбом                    | Лейбл              |
| ---------------- | ------------------------------------ | ------------------ |
| 2004 15 сентября | Bringing Down the World 1-й коннцерт | Listenable Records |

### Официальные ссылки
- Официальный сайт
- Immolation @ MySpace
- Immolation на Facebook
- Immolation на Youtube
- Immolation на Twitter
- Official Forum @ Metal-Realm.net (недоступная ссылка)

### Другие ссылки
- Immolation на Seraphicdecay.com Архивная копия от 27 мая 2010 на Wayback Machine
- Immolation на Pitchline-zine.com Архивная копия от 28 июля 2009 на Wayback Machine
- Death Metal Eternal
- Immolation Merchandise (недоступная ссылка)
- Nuclear Blast Webshop
- Immolation @ Listenable Records
- Nuclear Blast Records